# 牛约堡
牛约堡是中国大陆的一家汉堡连锁品牌，成立于2018年。截止到2024年9月，牛约堡已在中国签约开设超过1400家门店。

## 产品
牛约堡所使用的牛肉均为纯牛肉，汉堡单品售价在15至42元之间。外卖平台上，单个汉堡的价格在30元左右。

## 争议
2024年9月5日，社交媒体上出现了关于牛约堡门店卫生状况不佳的报道，消费者反映在店内看到老鼠出没、“吃到生肉”等情况，并指出员工在制作汉堡时未佩戴手套和洗手。有媒体记者探访发现，不少牛约堡加盟门店藏在巷子深处，环境简陋。牛约堡通过官方微博回应承认问题所在，并表示将对门店形象进行全面升级。
2025年7月，牛約堡有門店再次被曝廚房有蟑螂亂爬。隨後各大外賣平台暫時下架有問題的牛約堡門店。